# Ричард Фланаган
Ричард Милър Фланаган (на английски: Richard Miller Flanagan) е австралийски писател.

## Биография и творчество
Роден е на остров Тасмания, Австралия през 1961 г.
Ричард Фланаган е автор на шест романа, всеки от които е отличен с по няколко награди, както и на множество статии и есета, посветени на опазването на околната среда и на културното наследство на родния му остров.
Последният му роман, „Тесният път към далечния север“ (The Narrow Road to the Deep North), вдъхновен от преживяванията на баща му в японски военнопленнически лагер през Втората световна война, е удостоен с наградата „Мен Букър“ за 2014 година. Издаден на български език от ИК „Колибри“ (2016).
Смятан е за най-добрия австралийски писател на своето поколение (сп. „Икономист“).

## Произведения

### Самостоятелни романи
- Death of a River Guide (1994)[2]
Смъртта на речния водач, изд.: ИК „Колибри“, София (2018), прев. Владимир Молев
- The Sound of One Hand Clapping (1997)
- Gould's Book of Fish: A Novel in Twelve Fish (2001)
- The Unknown Terrorist (2006)
- Wanting (2008)
- The Narrow Road to the Deep North (2013)
Тесният път към далечния север, изд.: ИК „Колибри“, София (2016), прев. Владимир Молев